# Днепровы Хвыли
Днепровы Хвыли (укр. Дніпрові Хвилі) — село,
Николай-Польский сельский совет,
Запорожский район,
Запорожская область,
Украина.
Код КОАТУУ — 2322187202. Население по переписи 2001 года составляло 89 человек.

## Географическое положение
Село Днепровы Хвыли находится на расстоянии в 5 км от села Новопетровка и в 4-х км от села Николай-Поле.
Рядом проходит автомобильная дорога Н-08.

## История
- 1929 год — дата основания.